# 天兒屋命
天兒屋命（日语：〔〕／ Amanokoya no mikoto/Amanokoyane no mikoto）是在日本傳説中主要活動在天照大神時期至天津彥彥火瓊瓊杵尊時期的神。他是中臣氏、大島氏、藤原氏的始祖。他是藤原氏的氏神。又名天兒屋根命（あまのこやね の みこと）。
學者平田篤胤認為他和思兼神是同一人。

## 系譜
曾祖父是津速魂命（津速魂尊、津速產靈尊），祖父是市千魂命（市千魂尊），父親是興台產靈命（興台產靈、興登魂命、居々登魂命），母親是許登能麻遲媛命（天背男命女）。
他的孫子天種子命是神武天皇時期的祭祀官。

## 信仰
祭祀天兒屋命之神社主要計有：
- 春日大社（奈良縣奈良市）
- 吉田神社（京都府京都市左京區）
- 中臣神社（日语：中臣神社）（京都府京都市山科區）
- 枚岡神社（大阪府東大阪市）

另外，全國的大島神社祭祀的大島氏祖神就是天兒屋命。